# Comandante Crioulo
Luiz José da Cunha, também conhecido como Comandante Crioulo (Recife - PE, 2 de setembro de 1943 – São Paulo - SP, 13 de julho de 1973) foi político e guerrilheiro brasileiro, um dos líderes da Ação Libertadora Nacional (ALN), movimento de resistência à ditadura militar brasileira, regime instaurado em 1 de abril de 1964 e que durou até 15 de março de 1985.
Foi morto devido torturas por agentes durante a ditadura brasileira e seu caso é um dos muitos investigados pela Comissão Nacional da Verdade (CNV), um colegiado organizado pelo governo do Brasil para apurar mortes e desaparecimentos ocorridos durante o período.

## Biografia
Luiz José da Cunha nasceu em 2 de setembro de 1943, em Recife, Pernambuco, filho de José Joviano da Cunha e Maria Madalena da Cunha. Teve contato com a militância desde muito cedo, ainda adolescente. Iniciou-se no Partido Comunista do Brasil (PCdoB) enquanto ainda estudava no Colégio Estadual Beberibe, em Recife (PE).
Aos 22 anos, participou do Comitê Secundarista da Guanabara, no Rio de Janeiro. Também foi a Moscou, na Rússia, para participar de um curso de política e teoria marxista. Voltou ao Brasil no ano de 1964, logo depois do Golpe de Estado. Procurado pelo Departamento de Ordem Política e Social (DOPS) em sua cidade natal, passou a residir na cidade do Rio de Janeiro. Em 1969, participou de um treinamento de guerrilha em Cuba.
Foi um dos primeiros membros da Ação Libertadora Nacional (ALN), movimento socialista de resistência liderado e fundado por Carlos Marighella, que adotou a luta armada como forma de resistência à ditadura militar. Durante a perseguição dos militares, utilizou diversos codinomes e pseudônimos, entre eles: Gomes, David, Gastão, Ivo, Buche, Antônio dos Santos Oliveira e José Mendonça dos Santos.
Seu verdadeiro apelido, no entanto, era Comandante Crioulo, em referência às suas experiências na guerrilha e pelo fato de ser o único líder negro do movimento. Integrante do Comando Nacional da Organização, foi o principal autor do documento Política de Organização, que abriu, em junho de 1972, um debate autocrítico sobre os problemas e as perspectivas das ações armadas naquele momento nacional.

## Morte
Crioulo foi preso em uma emboscada quando tinha 29 anos, em 13 de julho de 1973. À altura do número 2000 da Avenida Santo Amaro, em São Paulo, foi surpreendido pela equipe do Grupo Especial do Destacamento de Operações de Informação - Centro de Operações de Defesa Interna (DOI-CODI) de São Paulo, chefiada pelo agente conhecido como capitão Nei e pelo tenente da Polícia Militar ‘Lott’.
Houve especulações sobre a sua morte, já que vieram a conhecimento geral duas versões diferentes sobre o episódio. A primeira versão que foi contada se baseou em umtestemunho dado por populares que presenciaram a cena, e foi construída baseada em um tiroteio. Segundo tais testemunhas, Crioulo teria reagido a tiros após ser abordado e ainda tentou roubar um carro para fugir. Os agentes atiravam incessante e indiscriminadamente e acabaram ferindo duas moças que estavam no veículo. Um dos tiros atingiu as costas de Crioulo antes que ele tivesse qualquer chance de defesa. Segundo os documentos divulgados pelo governo naquele tempo, o militante portava documentos falsos, que levavam o nome de José Mendonça dos Santos. Entretanto, no momento do tiroteio, Crioulo foi identificado pelos agentes por sua real identidade.
A versão original diria que Crioulo morrera exatamente naquele momento, mas tal hipótese fora derrubada após o exame das fotos de seu corpo, nas quais os sinais de tortura eram evidentes. Luiz José da Cunha, na verdade, faleceu de hemorragia interna, resultado de horas de agressões, seguidas mesmo após o tiro que o deixara sem qualquer mobilidade.
Foi enterrado naquela noite, como indigente, no Cemitério de Perus, em São Paulo. Para impedir a identificação do corpo, os agentes responsáveis por sua morte o indicaram como  um homem branco, a cor que foi identificada na certidão de óbito, uma prática comum no período. Crioulo foi enterrado junto com vários outros desaparecidos. Harry Shibata e Orlando Brandão, membros do regime, foram os médicos legistas responsáveis pelo laudo que teria ignorado as imagens e outros indícios de tortura.
Sua ossada - ainda que incompleta - foi exumada em 1991 e, finalmente, no dia 2 de setembro de 2006, após ser submetida a testes de DNA, Luiz José da Cunha pôde ser enterrado sob sua identidade verdadeira no Cemitério Parque das Flores, em Recife, ao lado do túmulo de sua mãe, Maria Madalena. A espera de 15 anos foi em decorrência da demora no processo de confirmação científica de que aquela ossada era de fato a sua.
Na cerimônia, que aconteceu na Catedral da Sé e foi organizada pela Secretaria da Justiça e da Defesa da Cidadania. Estavam presente entidades e comissões de direitos humanos de Ex-Presos Políticos (entidade que concede indenizações às vitimas da ditadura). Foi sua viúva, Amparo Araújo, quem levou a urna mortuária para o jazigo familiar em Recife.
Com a Lei nº 9.140, de 04 de dezembro de 1995, o estado brasileiro reconhece a responsabilidade pela morte e desaparecimento de Luiz José da Cunha, com deferimento em 10 de abril de 1997.

## Homenagem póstuma
A cidade do Rio de Janeiro resolveu homenagear o Comandante Crioulo ao colocar o nome de uma rua do Conjunto Residencial Campo Belo de Rua Luiz José da Cunha.